# Халк (фильм)
«Халк» (англ. Hulk) — американский супергеройский фильм режиссёра Энга Ли, снятый по одноимённым комиксам Marvel Comics об учёном, который в приступе ярости может превращаться в зелёное чудовище. Слоган фильма — «Unleash the fury» (с англ. — «Выпустите ярость»). Премьера состоялась 17 июня 2003 года (в России — 19 июня того же года).

## Сюжет
Работающий на правительство учёный Дэвид Бэннер осуществляет проект создания с помощью введения модифицированных последовательностей ДНК различных животных для неуязвимых солдат, способных к регенерации. Из-за запрета генерала Таддеуса Росса ставить опыты на людях, он вводит препарат себе. После рождения сына Брюса он обнаруживает, что тот мог унаследовать его изменённую ДНК. Сам Брюс ничего не помнит о прошлом, его вырастили в другой семье под фамилией Кренцлер. Спустя годы он вместе со своей бывшей подругой Бетти Росс занимается генетикой в Институте Беркли, работая над неизвестным проектом. Они надеются достичь мгновенной регенерации клеток с помощью облучения низким уровнем гамма-лучей, чтобы активировать введённые до этого в организм наномеды. Интерес к проекту проявляет подрядчик генерала Росса майор Гленн Тэлбот, также пытающийся начать отношения с Бетти. Во время одного из экспериментов происходит технический сбой, и Брюс спасает своего коллегу, приняв на себя облучение гамма-лучами.
Бетти посещает прекрасно чувствующего себя Брюса в больнице, хотя по всем прогнозам он должен был умереть. Позже приходит новый уборщик лаборатории (коим оказывается Дэвид Бэннер), который называет себя его биологическим отцом и предлагает помощь и защиту, но получает отказ. Вскоре под воздействием крайнего стресса Брюс превращается в Халка и разрушает лабораторию, хотя потом ничего не помнит о случившемся. Генерал Росс подозревает, что Брюс сотрудничает со своим отцом, но позже получает возможность ознакомиться с его подавленными воспоминаниями и приказывает держать учёного под домашним арестом. В телефонном разговоре с отцом Брюс узнаёт, что Дэвид планирует убить приезжавшую к нему Бетти с помощью собственных псов, которым успел ввести аналог крови сына. В это время к Бэннеру приходит Тэлбот, чьи действия пробуждают Халка. Халку удаётся убить трёх псов, на утро его арестовывают военные.
На секретной военной базе в пустыне, Брюс находится под наблюдением Тэлбота, который хочет использовать способности Халка в качестве оружия. В институте Беркли Дэвид Бэннер воссоздаёт неудачный эксперимент, но получает способность поглотить любые материалы и энергию. После этого он сдаётся военным, рассказав Бэтти свою историю: когда Брюсу было четыре года, он решил убить сына, уже отличавшегося от других, но жена Эдит ценой своей жизни спасла ребёнка, а сам Дэвид был арестован на тридцать лет. В это время Тэлбот пробуждает Халка, который вырывается на свободу и прибывает в Сан-Франциско. Только с помощью дочери генерала Росса удаётся успокоить и арестовать Брюса.
Генерал понимает, что Халка невозможно контролировать и его нужно уничтожить. Дэвид получает возможность на встречу с сыном на военной базе как единственный родственник. Неудачно попытавшись вывести Брюса из себя насмешками и оскорблениями, он перекусывает кабель. Трансформировавшись в электрическую молнию, он уносит сына с базы к озеру, где, меняя обличья (камень, вода), стремится поглотить его силу. Брюс решает прекратить битву и соглашается отдать отцу всю свою силу, которую тот не может поглотить и умирает от взрыва ракеты с ядерной боеголовкой, выпущенной с истребителя.
Спустя год считается, что Брюс погиб. На самом же деле он скрывается в Южной Америке, где живёт и работает.

## В ролях
| Актёр              | Роль                               |
| ------------------ | ---------------------------------- |
| Эрик Бана          | Брюс Бэннер / Халк                 |
| Дженнифер Коннелли | Элизабет «Бетти» Росс              |
| Сэм Эллиотт        | генерал Таддеус «Громовержец» Росс |
| Джош Лукас         | майор Гленн Тэлбот                 |
| Ник Нолти          | Дэвид Бэннер / Поглотитель         |
| Пол Керси          | молодой Дэвид Бэннер               |
| Кара Буоно         | Эдит Бэннер                        |
| Тодд Тэсэн         | молодой Таддеус Росс               |
| Кевин Ранкин       | Харпер                             |
| Селия Уэстон       | миссис Кренслер                    |
| Лу Ферриньо        | охранник / голос Халка             |
| Стэн Ли            | офицер охраны                      |
| Даниэлла Кун       | подруга Эдит                       |
| Дэниел Дэ Ким      | помощник генерала Росса Ким        |
| Джонни Кастл       | солдат                             |
| Майкл Пападжон     | техник                             |

## Производство
Впервые о фильме «Халк», основанного по комиксам Стэна Ли и Джека Кирби, заговорили продюсеры Ави Арад и Гейл Энн Хёрд ещё в 1990 году. В декабре 1992 Marvel Studios были в дискуссиях с Universal Pictures. Майкл Френс и Стэн Ли были приглашены в офис компании Universal в 1994 году, когда Френс написал первый вариант сценария. По сюжету, Халк должен был сражаться с террористами, однако Universal отклонили данный сценарий. Тогда за перо взялся Джон Турман, большой фанат комиксов о Халке, и в 1995 году получил одобрение от Стэна Ли. Турман написал десять драфт-проектов, под сильным влиянием комиксах Tales to Astonish, в которых Халк противостоял генералу Россу, Лидеру, также были заявлены Рик Джонс, атомный взрыв (происхождение Халка в комиксах), Брайан Бэннер, отец Брюса (как объяснение внутреннему гневу). Universal Pictures испытывали смешанные чувства перед сценарием Турмана, но тем не менее будущие сценаристы использовали многие элементы, внесённые Турманом.
К концу 1996 года Джонатан Хенсли числился в качестве продюсера. Компания Industrial Light & Magic была нанята, чтобы использовать компьютерную графику для создания Халка. Френсу ещё раз предложили написать сценарий, но его кандидатуру отклонили. К апрелю 1997 года Джо Джонстон дал фильму название «The Incredible Hulk» (рус. Невероятный Халк). Universal хотели, чтобы Хенсли написал сценарий, так как его предыдущий проект «Джуманджи» был успешен. Френс был уволен, но получил деньги от Universal. Джонстон оставил продюсирование в июле 1997 года в пользу фильма «Октябрьское небо». Турман был снова утверждён сценаристом, чтобы написать ещё два драфт-проекта. Зак Пенн затем переписал его работу, куда также вошли сцены, которые позже использовались в фильме 2008 года: Бэннер от перевозбуждения может превратиться в Халка, а также сцена с падением вертолёта . В августе 1997 года Хенсли придумал новый сюжет и написал сценарий с нуля, где Брюс Бэннер до аварии, превратившей его в Халка, ставит эксперименты с гамма-облученной ДНК насекомого на трёх осуждённых. Это превращает осуждённых в «Людей-Жуков», которые вызывают хаос.
Съёмки должны были начаться в декабре 1997 года в Аризоне, а выход фильма датировался 1999 годом, но были перенесены на апрель 1998 года. Впоследствии Хенсли переписал сценарий вместе Джей Джеем Абрамсом. Скотт Александер и Ларри Карашевски также вошли в команду, чтобы помочь со сценарием. В октябре 1997 года началось предпроизводство. Григорий Спорледер должен был сыграть «Новака» — заклятого врага Бэннера. Линн «Рэд» Уильямс должен был сыграть преступника, который превращается в человека-жука. В марте 1998 Universal откладывает проект из-за его выросшего в $100 млн бюджета и опасений Хенсли за свой первый фильм. $20 млн уже потрачены на написание сценария, CGI эффекты и производные работы. Хенсли сразу же отправился переписывать сценарий, чтобы снизить бюджет.
Хенсли посчитал процесс перенаписания слишком трудным и ушёл из проекта, почувствовав, что он «провёл девять месяцев предпроизводства в пустую». Через восемь месяцев Френс пытается убедить Universal Pictures в третий раз написать сценарий. Он утверждал, что «Universal было всё равно, было ли это приключенческой фантастикой или комедией, и я продолжал получать указания о сценарии. Я думаю, что когда я покидал их офис, могли идти дискуссии о превращении фильма в стиле Джима Керри или Адама Сэндлера». Френс писал сценарий с июля по сентябрь 1999 года. Съёмки должны были начаться в апреле 2000 года.
Френс заявил, что его видение фильма отличается от других проектов, в которых Брюс Бэннер предстаёт как «милый нерд-учёный» из сериала 1960 года. Френс брал вдохновение из историй о Халке 1980-х годов, в которых фигурировал Брайан Бэннер, жестокий отец Брюса, который убил его мать. В его сценарии Бэннер пытается создать клетки с регенеративными способностями для того, чтобы доказать себе, что он не похож на своего отца. Тем не менее, у него есть проблемы по управлению гневом из-за Халка, который делает жизнь Брюса хуже. Фраза из сериала «Не зли меня …» была введена в диалог, где отец Бэннера говорил её, перед тем как избить своего сына. Такие элементы, как «Гаммасфера», трагический роман с Бетти Росс и секретные операции так же попали в окончательный вариант сценария.
Майкл Толкин и Дэвид Хайтер переписали сценарий после этого, несмотря на положительный ответ от создателей над сценарием Френса. Толкин был приглашён в январе 2000 года, в то время как Хайтер был приглашён в сентябре того же года. В драфт-проект Хайтера попали Лидер, Закс и Поглотитель как злодеи, которые изначально были коллегами Бэннера и получили свои силы в той же аварии, которая создала Халка. Режиссёр Энг Ли и его партнёр Джеймс Шеймус приняли участие в фильме 20 января 2001. Ли был недоволен сценарием Хайтера, и поручил Шеймусу переписать сценарий, делая из отца Брюса и Поглотителя одного злодея. Ли черпал вдохновения из таких историй, как «Кинг-Конг», «Франкенштейн», «Джекил и Хайд», «Красавица и Чудовище», «Фауст», а также из древнегреческой мифологии для интерпретации своей истории. Шеймус сказал, что нашёл сюжет, который ввёл Брайана Бэннера, что позволяет Ли написать драму, которая бы затрагивала тему отцов и детей. Шеймус ещё переписывал сценарий в октябре 2001 года.
В начале 2002 года съёмки были в стадии реализации. В одном интервью Майкл Френс говорил: «Джеймс Шеймус проделал значительную работу над сценарием. Например, он внёс гамма-собак из комиксов и принял решение использовать отца Бэннера как одного из персонажей. Но он использовал довольно много элементов из сценариев Джона Турмана и моего, и именно поэтому мы были зачислены в команду».
В феврале 2000 года появилась надежда, что в прокат фильм выйдет в 2001 году. В середине 2000 пошёл слух, что фильм выйдет через два года. Однако, только через полгода начались переговоры с Энгом Ли, который отказался от режиссёрского кресла в фильме «Терминатор 3: Восстание машин», и годом премьеры объявили 2003.

### Съёмки
Съёмки начались 18 марта 2002 года в Аризоне, затем переместились в национальный парк Арчес в штате Юта, и наконец затем в Калифорнию, где проходили практически в каждом уголке штата, но большая часть всё-таки прошла в Сан-Франциско.
Так как Халка планировалось добавить позже с помощью компьютерных технологий, то это создавало серьёзные проблемы актёрам, которым приходилось разыгрывать сцены с пустым местом. Чтобы им было легче ориентироваться, использовали силуэт героя, вырезанный из картона. В интервью «Vanity Fair» Дженнифер Коннелли пожаловалась:
Я никогда прежде не чувствовала себя так неуютно. Всё время приходилось глядеть на куски клейкой ленты на вырезанной картонке и я понимала, что это ничто. Это было ужасно. Я никогда еще так не работала.
Режиссёр Энг Ли подтвердил, что такие трудности у актёров были только в самом начале. Сама Коннелли после недельной тренировки уже играла с пустым местом так, как будто перед ней стоял живой человек.
В августе 2002 года съёмки были завершены, и фильм начал проходить цифровую обработку. Значительная часть эффектов была создана с применением технологии CGI, которую обеспечила компания Industrial Lights and Magic (ILM). Для этого пришлось создать 12 996 структурных чертежей, прорисовать 1 165 мускульных движений, задействовать 69 художников, 41 аниматора и 35 дизайнеров.

## Музыка
Дэнни Эльфман написал саундтрек к «Халку» после того, как в предыдущем году создал саундтрек к фильму «Человек-паук» (2002). Композитором фильма был частый соавтор Энга Ли Майкл Данна, однако руководство студии отвергло партитуру Данны за её нетрадиционный подход, в которой использовались японские тайко, африканские барабаны и арабское пение. Затем к Эльфману обратилась президент Universal по киномузыке Кэти Нельсон. Имея 37 дней на сочинение более двух часов музыки, Эльфман согласился из уважения к Ли. Поручив сохранить бо́льшую часть характера саундтрека Данны, Ли подтолкнул Эльфмана к написанию материала, не похожего на его предыдущие саундтреки про супергероев. Данна заявил: «Они действительно оставили часть моей музыки в фильме, так что арабское пение и некоторые барабанные партии — мои. Случилось так, что они запаниковали, привели Дэнни, и он услышал то, что я делал и, похоже, ему понравилось».
Альбом саундтреков был выпущен 17 июня 2003 года лейблом Decca Records. Дополнительная песня к фильму под названием «Set Me Free», исполненная группой Velvet Revolver, звучит во время финальных титров фильма.

## Критика
Фильм собрал более $ 245 млн долларов по всему миру, при бюджете в 137 млн долларов, но считается провальным (в среднем половина денег с билетов идёт прокатчикам). Фильм получил смешанные отзывы кинокритиков. Положительно были оценены сюжет, актерская игра, развитие персонажей и саундтрек Дэнни Эльфмана, но негативно было принято альтернативное происхождение Халка, слабые спецэффекты и мрачный, депрессивный тон повествования.
Роджер Эберт дал положительный отзыв, объяснив: «Энг Ли пытается на самом деле разобраться с проблемами в истории Халка, а не просто переходить к бездумным визуальным эффектам». Эберту также понравилось, как движения Халка напоминают движения  Кинг-Конга.

## Видеоигры
В 2003 году вышла компьютерная игра Hulk, сюжет которой является сиквелом фильма.

## Перезапуск
В 2008 году был снят фильм-перезагрузка «Невероятный Халк».

## Награды и номинации
| Награды   | Награды              | Награды                            | Награды                                  |
| Год       | Премия               | Категория                          | Лауреат                                  |
| --------- | -------------------- | ---------------------------------- | ---------------------------------------- |
| 2004      | BMI Film Music Award | Лучший саундтрек                   | Дэнни Эльфман                            |
| Номинации |                      |                                    |                                          |
| Год       | Премия               | Категория                          | Номинант                                 |
| 2004      | Сатурн               | Лучшая актриса                     | Дженнифер Коннелли                       |
| 2004      | Сатурн               | Лучшая музыка                      | Дэнни Эльфман                            |
| 2004      | Сатурн               | Лучший научно-фантастический фильм |                                          |
| 2004      | Сатурн               | Лучшие спецэффекты                 | Деннис Мьюрен, Эдвард Херст, Колин Бреди |